# Narciarstwo dowolne na Zimowych Igrzyskach Olimpijskich 2014 – halfpipe kobiet
Halfpipe kobiet – czwarta z konkurencji rozgrywanych w ramach narciarstwa dowolnego na Zimowych Igrzyskach Olimpijskich w Soczi. Zawodniczki rywalizować będą 20 lutego w rynnie Rosa Pipe w ośrodku sportów ekstremalnych Ekstrim-park Roza Chutor, umiejscowionym w Krasnej Polanie. Jest to debiut tej konkurencji na igrzyskach olimpijskich.

## Terminarz
| Data      | Konkurencja  | Godzina rozpoczęcia | Godzina rozpoczęcia |
| Data      | Konkurencja  | Czas CET            | Czas lokalny        |
| --------- | ------------ | ------------------- | ------------------- |
| 20 lutego | Kwalifikacje | 15:30               | 18:30               |
| 20 lutego | Finały       | 18:30               | 21:30               |

## Tło
| Data                                                                               | Miejscowość                                                                        | Zwycięzca                                                                          | Drugi                                                                              | Trzeci                                                                             | Źródło                                                                             |
| Wyniki halfpipe'u podczas zawodów Pucharu Świata w narciarstwie dowolnym 2013/2014 | Wyniki halfpipe'u podczas zawodów Pucharu Świata w narciarstwie dowolnym 2013/2014 | Wyniki halfpipe'u podczas zawodów Pucharu Świata w narciarstwie dowolnym 2013/2014 | Wyniki halfpipe'u podczas zawodów Pucharu Świata w narciarstwie dowolnym 2013/2014 | Wyniki halfpipe'u podczas zawodów Pucharu Świata w narciarstwie dowolnym 2013/2014 | Wyniki halfpipe'u podczas zawodów Pucharu Świata w narciarstwie dowolnym 2013/2014 |
| ---------------------------------------------------------------------------------- | ---------------------------------------------------------------------------------- | ---------------------------------------------------------------------------------- | ---------------------------------------------------------------------------------- | ---------------------------------------------------------------------------------- | ---------------------------------------------------------------------------------- |
| 17 sierpnia                                                                        | Cardrona                                                                           | Devin Logan                                                                        | Angeli Vanlaanen                                                                   | Mirjam Jäger                                                                       | [ 2 ]                                                                              |
| 20 grudnia                                                                         | Copper Mountain                                                                    | Brita Sigourney                                                                    | Maddie Bowman                                                                      | Marie Martinod                                                                     | [ 3 ]                                                                              |
| 3 stycznia                                                                         | Calgary                                                                            | Rowan Cheshire                                                                     | Virginie Faivre                                                                    | Amy Sheehan                                                                        | [ 4 ]                                                                              |
| 12 stycznia                                                                        | Breckenridge                                                                       | Maddie Bowman                                                                      | Ayana Onozuka                                                                      | Amy Sheehan                                                                        | [ 5 ]                                                                              |
| Wyniki halfpipe'u na mistrzostwach świata 2011                                     |                                                                                    |                                                                                    |                                                                                    |                                                                                    |                                                                                    |
| 5 lutego                                                                           | Park City                                                                          | Rosalind Groenewoud                                                                | Jennifer Hudak                                                                     | Keltie Hansen                                                                      | [ 6 ]                                                                              |
| Wyniki halfpipe'u na mistrzostwach świata 2013                                     |                                                                                    |                                                                                    |                                                                                    |                                                                                    |                                                                                    |
| 5 marca                                                                            | Voss                                                                               | Virginie Faivre                                                                    | Anaïs Caradeux                                                                     | Ayana Onozuka                                                                      | [ 7 ]                                                                              |

## Wyniki

### Kwalifikacje
| Pozycja | Nr | Zawodniczka            | Reprezentacja     | Zjazdy | Zjazdy | Najlepszy | Uwagi |
| Pozycja | Nr | Zawodniczka            | Reprezentacja     | 1      | 2      | Najlepszy | Uwagi |
| ------- | -- | ---------------------- | ----------------- | ------ | ------ | --------- | ----- |
| 1.      | 12 | Marie Martinod         | Francja           | 84,80  | 88,40  | 88,40     | Q     |
| 2.      | 6  | Brita Sigourney        | Stany Zjednoczone | 87,00  | 80,40  | 87,00     | Q     |
| 3.      | 2  | Maddie Bowman          | Stany Zjednoczone | 85,60  | 85,20  | 85,60     | Q     |
| 4.      | 8  | Ayana Onozuka          | Japonia           | 83,80  | 59,80  | 83,80     | Q     |
| 5.      | 5  | Angeli Vanlaanen       | Stany Zjednoczone | 68,20  | 83,00  | 83,00     | Q     |
| 6.      | 29 | Rosalind Groenewoud    | Kanada            | 82,00  | 78,40  | 82,00     | Q     |
| 7.      | 13 | Virginie Faivre        | Szwajcaria        | 79,40  | 80,00  | 80,00     | Q     |
| 8.      | 14 | Janina Kuzma           | Nowa Zelandia     | 73,80  | 75,20  | 75,20     | Q     |
| 9.      | 17 | Anaïs Caradeux         | Francja           | 74,40  | 6,40   | 74,40     | Q     |
| 10.     | 4  | Mirjam Jäger           | Szwajcaria        | 73,20  | 27,20  | 73,20     | Q     |
| 11.     | 9  | Annalisa Drew          | Stany Zjednoczone | 61,20  | 72,40  | 72,40     | Q     |
| 12.     | 3  | Amy Sheehan            | Australia         | 19,60  | 70,60  | 70,60     | Q     |
| 13.     | 22 | Keltie Hansen          | Kanada            | 8,60   | 66,20  | 66,20     |       |
| 14.     | 20 | Sabrina Cakmakli       | Niemcy            | 64,80  | 16,60  | 64,80     |       |
| 15.     | 15 | Davina Williams        | Australia         | 5,40   | 63,00  | 63,00     |       |
| 16.     | 26 | Katia Griffiths        | Hiszpania         | 54,40  | 56,60  | 56,60     |       |
| 17.     | 10 | Katrien Aerts          | Belgia            | 51,40  | 54,40  | 54,40     |       |
| 18.     | 21 | Emma Lonsdale          | Wielka Brytania   | 53,80  | 53,20  | 53,80     |       |
| 19.     | 19 | Jelizawieta Czesnokowa | Rosja             | 43,80  | 50,00  | 50,00     |       |
| 20.     | 27 | Natalja Makagonowa     | Rosja             | 42,60  | 43,80  | 43,80     |       |
| 21.     | 28 | Park Hee-jin           | Korea Południowa  | 42,40  | 20,40  | 42,40     |       |
| 22.     | 23 | Nina Ragettli          | Szwajcaria        | 18,00  | DNS    | 18,00     |       |
| 23.     | 16 | Manami Mitsuboshi      | Japonia           | 15,60  | 9,20   | 15,60     |       |

### Finał
| Pozycja | Nr | Zawodniczka         | Reprezentacja     | Zjazdy | Zjazdy | Najlepszy |
| Pozycja | Nr | Zawodniczka         | Reprezentacja     | 1      | 2      | Najlepszy |
| ------- | -- | ------------------- | ----------------- | ------ | ------ | --------- |
| 01 !    | 2  | Maddie Bowman       | Stany Zjednoczone | 85,50  | 89,00  | 89,00     |
| 02 !    | 12 | Marie Martinod      | Francja           | 84,80  | 85,40  | 85,40     |
| 03 !    | 8  | Ayana Onozuka       | Japonia           | 79,00  | 83,20  | 83,20     |
| 4.      | 13 | Virginie Faivre     | Szwajcaria        | 74,40  | 78,00  | 78,00     |
| 5.      | 14 | Janina Kuzma        | Nowa Zelandia     | 77,00  | 74,80  | 77,00     |
| 6.      | 6  | Brita Sigourney     | Stany Zjednoczone | 27,80  | 76,00  | 76,00     |
| 7.      | 29 | Rosalind Groenewoud | Kanada            | 5,40   | 74,20  | 74,20     |
| 8.      | 4  | Mirjam Jäger        | Szwajcaria        | 71,20  | 16,00  | 71,20     |
| 9.      | 9  | Annalisa Drew       | Stany Zjednoczone | 66,40  | 9,60   | 66,40     |
| 10.     | 3  | Amy Sheehan         | Australia         | 15,00  | 40,60  | 40,60     |
| 11.     | 5  | Angeli Vanlaanen    | Stany Zjednoczone | 13,80  | 29,60  | 29,60     |
| 12.     | 17 | Anaïs Caradeux      | Francja           | DNS    | DNS    | DNS       |